# Hara Masatane

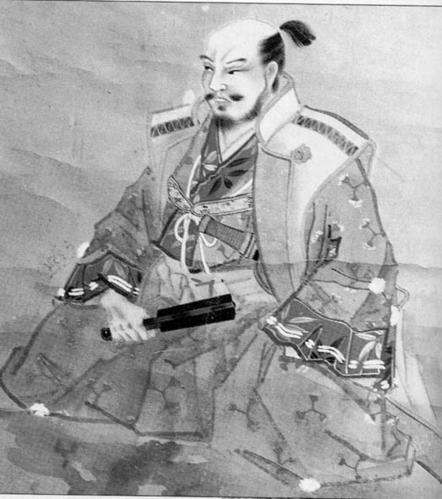
Hara Masatane

Hara Masatane (jap. 原 昌胤; * 1531; † 29. Juni 1575) war ein älterer Gefolgsmann und Feldherr der Takeda (Klan) während der späten Sengoku-Zeit. Er war verwandt mit Hara Toratane, auch wenn er aus einem anderen Zweig der Familie stammte. Er nahm teil an der Schlacht von Mimasetoge (1569) und wurde in der vorderen Schlachtreihe bei der Schlacht von Nagashino 1575 getötet. Er ist einer der 24 Generäle der Takeda.